# Aleksandr Diatşenko
Aleksandr Dyaçenko (Russisch: Александр Дьяченко) (17 oktober 1983) is een Kazachs voormalig wielrenner. Hij verruilde in 2009 de ploeg van Ulan voor die van Astana, waar hij in 2015 zijn carrière zou afsluiten.

## Carrière
Dyaçenkobegon zijn carrière in 2004 bij het continentale Capec. Namens deze ploeg reed hij naar verschillende top-tiennoteringen in de Ronde van Japan en de Ronde van het Qinghaimeer. Nadat Capec eind 2006 ophield te bestaan zat Dyaçenko in 2007 een jaar zonder ploeg. In dat jaar wist hij echter wel Kazachs kampioen tijdrijden te worden, door in de 25 kilometer lange tijdrit onder meer Dmitri Groezdev en Andrej Mizoerov voor te blijven. Ook nam hij deel aan de Pre-Olympische testraces op het circuit waar in 2008 de Olympische wielerwedstrijden zouden worden gehouden, en bleef hij als enige renner in de buurt van eindwinnaar Cadel Evans. Een kleine maand later soleerde hij in de vierde etappe van de Ronde van Bulgarije naar zijn eerste overwinning in een 2.2-koers.
Na een goed jaar bij Ulan in 2008, waarin Dyaçenko onder andere meerdere top-tienplaatsen in Europese koersen behaalde, werd hij in 2009 gecontracteerd door Astana. Na een voorjaar waarin Dyaçenko onder meer enkele heuvelklassiekers mocht rijden, wist hij zich als knecht van Haimar Zubeldia naar een zevende plek in het eindklassement van de Ronde van Catalonië te rijden. In 2010 mocht Dyaçenko zijn eerste opwachting in een grote ronde maken: in de Ronde van Italië moest hij kopman Aleksandr Vinokoerov bijstaan. Dyaçenko moest echter na elf etappes de handdoek werpen en zag zijn kopman uiteindelijk zesde in het eindklassement worden. In de Ronde van Spanje van dat jaar startte Astana zonder echte kopman, maar Dyaçenko wist geen rol van betekenis te spelen en sloot de koers af op plek 32 in het klassement. Ook in 2011 en 2012 reed hij zowel de Ronde van Italië als de van Spanje, met als beste resultaat een vierde plek in de zesde etappe van de Giro van 2012, ruim een minuut achter winnaar Miguel Ángel Rubiano. In 2012 reed Dyaçenko ook de Ronde van Turkije, waar hij in de derde etappe en het eindklassement enkel zijn meerder moest erkennen in Ivaïlo Gabrovski. Later kreeg Dyaçenko zijn eerste (en tevens laatste) profoverwinningen alsnog toegewezen, nadat de Bulgaar betrapt werd op het gebruik van epo en geschrapt werd uit de resultaten.
Vanaf 2013 reed de Kazach geen grote rondes meer, wel reed hij onder meer de Ronde van Trentino en die van Zwitserland, waar hij beide keren net buiten de top tien eindigde. Later in het seizoen verscheen hij in goede vorm op de nationale kampioenschappen: in de tijdrit moest hij het enkel afleggen tegen Andrej Mizoerov, in de wegrit was hij nipt beter dan Sergej Renev en Tilegen Maidos. Na de kampioenschappen volgde een sterke Ronde van Oostenrijk, waar hij in de tweede etappe, met aankomst op de Kitzbüheler Horn, enkel Kevin Seeldraeyers voor moest laten gaan, en in het eindklassement achter Riccardo Zoidl op de tweede plaats belandde.
Het seizoen 2014 was voor Dyaçenko opgesplitst in twee delen. In het voorjaar piekte de Kazach in de Ronde van Turkije, waar hij twaalfde werd. In het najaar nam hij deel aan de wereldkampioenschappen in Ponferrada, gevolgd door de Ronde van Almaty die door zijn land- en ploeggenoot Aleksej Loetsenko werd gewonnen. Dyaçenko sloot zijn seizoen af met een zesde plek in de Ronde van Hainan. Wat hij toen nog niet wist, was dat die Chinese rittenkoers zijn laatste wedstrijdkilometers als prof waren geweest. In 2015 kwam Dyaçenko nergens meer aan de start. Zijn ploeg Astana gaf hier geen verklaring voor, waardoor de reden van het beëindigen van zijn carrière onbekend is.

## Overwinningen
2007
 Kazachs kampioen tijdrijden, Elite
4e etappe Ronde van Bulgarije
2012
3e etappe Ronde van Turkije 
Eindklassement Ronde van Turkije 
2013
 Kazachs kampioen op de weg, Elite
1. ↑  Na diskwalificatie van Ivaïlo Gabrovski.
2. ↑  Na diskwalificatie van Ivaïlo Gabrovski.

## Resultaten in voornaamste wedstrijden
| Jaar | Ronde van Italië | Ronde van Frankrijk | Ronde van Spanje |
| ---- | ---------------- | ------------------- | ---------------- |
| 2008 |                  |                     |                  |
| 2009 |                  |                     |                  |
| 2010 | opgave           |                     | 32e              |
| 2011 | 110e             |                     | 102e             |
| 2012 | 119e             |                     | 137e             |
| 2013 |                  |                     |                  |
| 2014 |                  |                     |                  |

| Jaar | Amstel Gold Race | Luik-Bast.‑Luik | Ronde van Lombardije | Waalse Pijl | Clásica San Sebastián |  | WK op de weg |  | Wereldranglijsten |
| ---- | ---------------- | --------------- | -------------------- | ----------- | --------------------- |  | ------------ |  | ----------------- |
| 2008 |                  |                 |                      |             |                       |  | opgave       |  |                   |
| 2009 | 92e              | 54e             | 60e                  | 107e        |                       |  |              |  | 110e (UWK)        |
| 2010 | 92e              |                 | opgave               |             |                       |  | 88e          |  |                   |
| 2011 |                  |                 | opgave               |             |                       |  |              |  |                   |
| 2012 |                  |                 | opgave               |             | 77e                   |  | opgave       |  | 217e (UWT)        |
| 2013 |                  |                 |                      |             |                       |  |              |  |                   |
| 2014 |                  |                 |                      |             |                       |  | 78e          |  |                   |

## Ploegen
- 2004 –  Capec
- 2005 –  Cycling Team Capec
- 2006 –  Cycling Team Capec
- 2008 –  Ulan
- 2009 –  Astana
- 2010 –  Astana
- 2011 –  Pro Team Astana
- 2012 –  Astana Pro Team
- 2013 –  Astana Pro Team
- 2014 –  Astana Pro Team
- 2015 –  Astana Pro Team (tot 30-9)